# Violeta Bulc
Pour les articles homonymes, voir Bulc.
Violeta Bulc, née le 24 janvier 1964 à Novo mesto, est une femme d’affaires et femme politique slovène, membre du Parti du centre moderne.
De 2014 à 2019, elle est commissaire européenne aux Transports au sein de la commission Juncker.

## Éducation
En 1988, Violeta Bulc obtient un diplôme en électrotechnique à l'université de Ljubljana, en Slovénie. Trois ans plus tard elle réussit une maîtrise scientifique en systèmes informatiques à l’université du Golden Gate, Californie, États-Unis. Finalement, en 2004, elle obtient un MBA professionnel à l’École de gestion de Bled, en Slovénie.

## Carrière de femme d'affaires

### Début
Ses expériences initiales viennent de l’établissement et la gestion d’un centre d’apprentissage de ZTKO, Association locale de culture technique de la Slovénie. Ensuite, elle travaille comme expert en système informatique pour Metalka, une compagnie commerciale. En 1991 sa carrière se poursuit à DHL Systems Inc. à Burlingame, Californie et trois années plus tard elle prend la position de directeur du transport et des opérations internationales chez Telekom Slovenije, S.A. À la suite de cet emploi pour le fournisseur principal de services de communication en Slovénie, en 1999, elle établit Telemach, un transporteur alternatif basé sur les technologies câblées, et en devient la vice-présidente exécutive.

### Vibacom
En 2000, Violeta Bulc est parmi les fondateurs de l’entreprise Vibacom, S.A.R.L., société de conseil en organisation et management d'entreprise, dont la mission est "le développement des environnements pour la croissance durable et les percées innovatrices". Elle le dirige jusqu’en septembre 2014. Ses solutions et modèles d’affaires sont orientés vers la "promotion de la croissance organique à long terme", la co-création, la participation de masse et aussi vers la collaboration. Elle croit au "pouvoir créateur des individus, au pouvoir de la conscience collective et au pouvoir de l’énergie positive". Elle croit aussi à l’évolution et à la réflexion systématique. D’ailleurs, elle collabore avec les différents groupes sur le niveau international et local pour encourager des solutions systématiques.

### Autres responsabilités
Ses autres responsabilités sont : propriétaire de Vibacom, S.A.R.L., la maison pour les solutions d’affaires sur la durabilité et l’innovation, initiatrice et coordinatrice du mouvement d’InCo, une initiative civile pour les percées innovatrices. De plus, elle est membre du Comité exécutif de l’Organisation internationale Change The Game, présidente de la Planche d’Umanotera (ONG) et membre honoraire de l’Association d’innovateurs slovènes. Elle est aussi membre de la Cour d’honneur de l’Association de directeurs de la Slovénie, membre du Conseil scientifique de Neodvisen.si, vice-présidente de l’Organisation Challenge : Future responsible for innovation et coordinatrice intercontinentale du WELTribe.

## Chamanisme
L'essentiel des croyances de Violeta Bulc tient à la spiritualité New Age et au chamanisme. En 2008 elle a obtenu un diplôme de l'« Académie chamanique » en Écosse, formation qui dépend du centre spirituel de retraite holistique Lendrick Lodge, lui-même filiale européenne de l'école d'éducation transpersonnelle Sundoor basée en Californie et fondée par Peggy Dylan, école elle-même soutenue financièrement par la société de Bulc, Vibacom.
Violeta Bulc diffuse ses conceptions spirituelles à travers divers ouvrages et vidéos, dans lesquels elle propose une théorie de la « conscience » fondée sur « l'intuition » et « la nature »[réf. nécessaire].

### Citations
- « Avec un simple geste, les dirigeants peuvent renforcer les individus grâce à leur lumière intérieure, afin de les aider à avancer et à changer, afin de faciliter la manifestation de la mission qui attend en chacun de nous. » [réf. nécessaire]
- « La concentration[...] est une énergie mâle. [...] La créativité [est] une énergie femelle. »[5]
- « Nous ne pouvons plus concevoir et prendre des décisions rationnellement, nous devons être sensibles en nous servant de notre corps comme d'une antenne et saisir toutes des informations autour de nous pour les intégrer de façon subconsciente au processus décisionnel. N'est-ce pas ? L'intuition est donc devenue la source de la création de valeur. » [réf. nécessaire]

## Carrière politique
Violeta Bulc entre en politique à la fin de l’année 2013 comme chef du Comité des programmes du parti slovène SMC. Après les élections parlementaires slovènes en septembre 2014, elle devient vice-présidente du gouvernement et ministre responsable du développement, des projets stratégiques et de la cohésion au sein du gouvernement slovène de Miro Cerar. Au milieu d’octobre elle est proposée à la position du commissaire aux Transports au sein de la Commission européenne de Jean-Claude Juncker. Elle remplace Alenka Bratušek, la candidate pour la position de vice-présidente de la Commission pour l’union de l’énergie, après son audition infructueuse. Le 20 octobre Violeta
Bulc est auditionnée devant la Commission des transports et du tourisme et le 1er novembre elle est nommée commissaire européen aux Transports au sein de la Commission Juncker.
Ses responsabilités comme commissaire européen sont : faire avancer le travail sur les réseaux de transport transeuropéen et promouvoir les connexions de transport transfrontalier. D’ailleurs elle pourrait faciliter le voyage en garantissant les connexions optimales entre les modes de transport différents, tels que le transport de chemin de fer et aérien. À ses  responsabilités appartient aussi le développement des normes européennes communes pour la sécurité du transport et la sécurité pour améliorer l’environnement international pour le transport. De plus, ses responsabilités contiennent l’achèvement des  négociations sur les nouveaux règlements de chemin de fer et la poursuite de la politique du ciel européen unique.

## Publications
- La Magie de la contribution (2013) (The Magic of Contribution)